# Liste de Lepsius
L'égyptologue Karl Richard Lepsius visita l'Égypte en 1842 et fit une liste des pyramides (dont certains monuments se révélèrent plus tard ne pas faire partie de ce type de construction) qu'il rencontra sur sa route. La plus au nord se situe à Abou Rawash.

## Liste de Lepsius
| N° | Site              | Pyramide                                                          |
| -- | ----------------- | ----------------------------------------------------------------- |
| 1  | Abou Rawash       | Pyramide numéro 1 de Lepsius                                      |
| 2  | Abou Rawash       | Pyramide de Djédefrê                                              |
| 3  | Abou Rawash       | Pyramide satellite de Djédefrê                                    |
| 4  | Complexe de Gizeh | Pyramide de Khéops                                                |
| 5  | Complexe de Gizeh | Pyramide G1A                                                      |
| 6  | Complexe de Gizeh | Pyramide G1B                                                      |
| 7  | Complexe de Gizeh | Pyramide G1C                                                      |
| 8  | Complexe de Gizeh | Pyramide de Khéphren                                              |
| 9  | Complexe de Gizeh | Pyramide de Mykérinos                                             |
| 10 | Complexe de Gizeh | Pyramide satellite ouest de Mykérinos                             |
| 11 | Complexe de Gizeh | Pyramide satellite centrale Pyramide de Mykérinos                 |
| 12 | Complexe de Gizeh | Pyramide satellite est de Mykérinos                               |
| 13 | Zaouiet el-Aryan  | Grande excavation                                                 |
| 14 | Zaouiet el-Aryan  | Pyramide à tranches de Khaba                                      |
| 15 | Abou Ghorab       | temple solaire de Niouserrê                                       |
| 16 | Abousir           | Monument non identifié                                            |
| 17 | Abousir           | Temple solaire d'Ouserkaf                                         |
| 18 | Abousir           | Pyramide de Sahourê                                               |
| 19 | Abousir           | Mastaba de Ptahchepsès                                            |
| 20 | Abousir           | Pyramide de Niouserrê                                             |
| 21 | Abousir           | Pyramide de Néferirkarê                                           |
| 22 | Abousir           | Petite pyramide satellite                                         |
| 23 | Abousir           | Petite pyramide satellite                                         |
| 24 | Abousir           | Pyramide numéro 24 de Lepsius (Reine inconnue ?)                  |
| 25 | Abousir           | Pyramide numéro 25 de Lepsius (Reine inconnue ?)                  |
| 26 | Abousir           | Pyramide de Néferefrê                                             |
| 27 | Abousir           | Complètement détruite. Seules les limites du monument subsistent. |
| 28 | Abousir           | Pyramide de Shepseskarê                                           |
| 29 | Saqqarah          | Pyramide de Menkaouhor                                            |
| 30 | Saqqarah          | Pyramide de Téti                                                  |
| 31 | Saqqarah          | Pyramide d'Ouserkaf                                               |
| 32 | Saqqarah          | Pyramide de Djéser                                                |
| 33 | Saqqarah          | Maison nord du complexe de Djéser                                 |
| 34 | Saqqarah          | Maison sud du complexe de Djéser                                  |
| 35 | Saqqarah          | Pyramide d'Ounas                                                  |
| 36 | Saqqarah          | Pyramide de Pépi Ier                                              |
| 37 | Saqqarah          | Pyramide de Djedkarê Isési                                        |
| 38 | Saqqarah          | Pyramide satellite de Djedkarê Isési                              |
| 39 | Saqqarah          | Pyramide de Mérenrê Ier                                           |
| 40 | Saqqarah          | Pyramide de Qakarê-Ibi                                            |
| 41 | Saqqarah          | Pyramide de Pépi II                                               |
| 42 | Saqqarah          | Pyramide satellite de Pépi II                                     |
| 43 | Saqqarah          | Mastaba de Chepseskaf                                             |
| 44 | Saqqarah          | Pyramide de Khendjer                                              |
| 45 | Saqqarah          | Pyramide satellite de Khendjer                                    |
| 46 | Saqqarah          | Pyramide inachevée                                                |
| 47 | Dahchour          | Pyramide de Sésostris III                                         |
| 48 | Dahchour          | (Mastaba ?). Les fouilles du site n'ont rien révélé               |
| 49 | Dahchour          | Pyramide rouge (Snéfrou)                                          |
| 50 | Dahchour          | Pyramide numéro 50 de Lepsius                                     |
| 51 | Dahchour          | Pyramide d'Amenemhat II                                           |
| 52 | Dahchour          | Ruines du temple d'Amenemhat II                                   |
| 53 | Dahchour          | Ruines du temple d'Amenemhat II                                   |
| 54 | Dahchour          | Monument non identifié                                            |
| 55 | Dahchour          | Monument non identifié                                            |
| 56 | Dahchour          | Pyramide rhomboïdale (Snéfrou)                                    |
| 57 | Dahchour          | Pyramide satellite à la rhomboïdale                               |
| 58 | Dahchour          | Pyramide d'Amenemhat III                                          |
| 59 | Dahchour          | Pyramide nord de Mazghouna                                        |
| 60 | Licht             | Pyramide d'Amenemhat Ier                                          |
| 61 | Licht             | Pyramide de Sésostris Ier                                         |
| 62 | Licht             | Propriétaire inconnu (mastaba)                                    |
| 63 | Licht             | Petite pyramide en pierres                                        |
| 64 | Licht             | Petite pyramide en pierres                                        |
| 65 | Meïdoum           | Pyramide de Snéfrou                                               |
| 66 | Illahoun          | Pyramide de Sésostris II                                          |
| 67 | Hawara            | Pyramide d'Amenemhat III                                          |

## Cartes de Lepsius

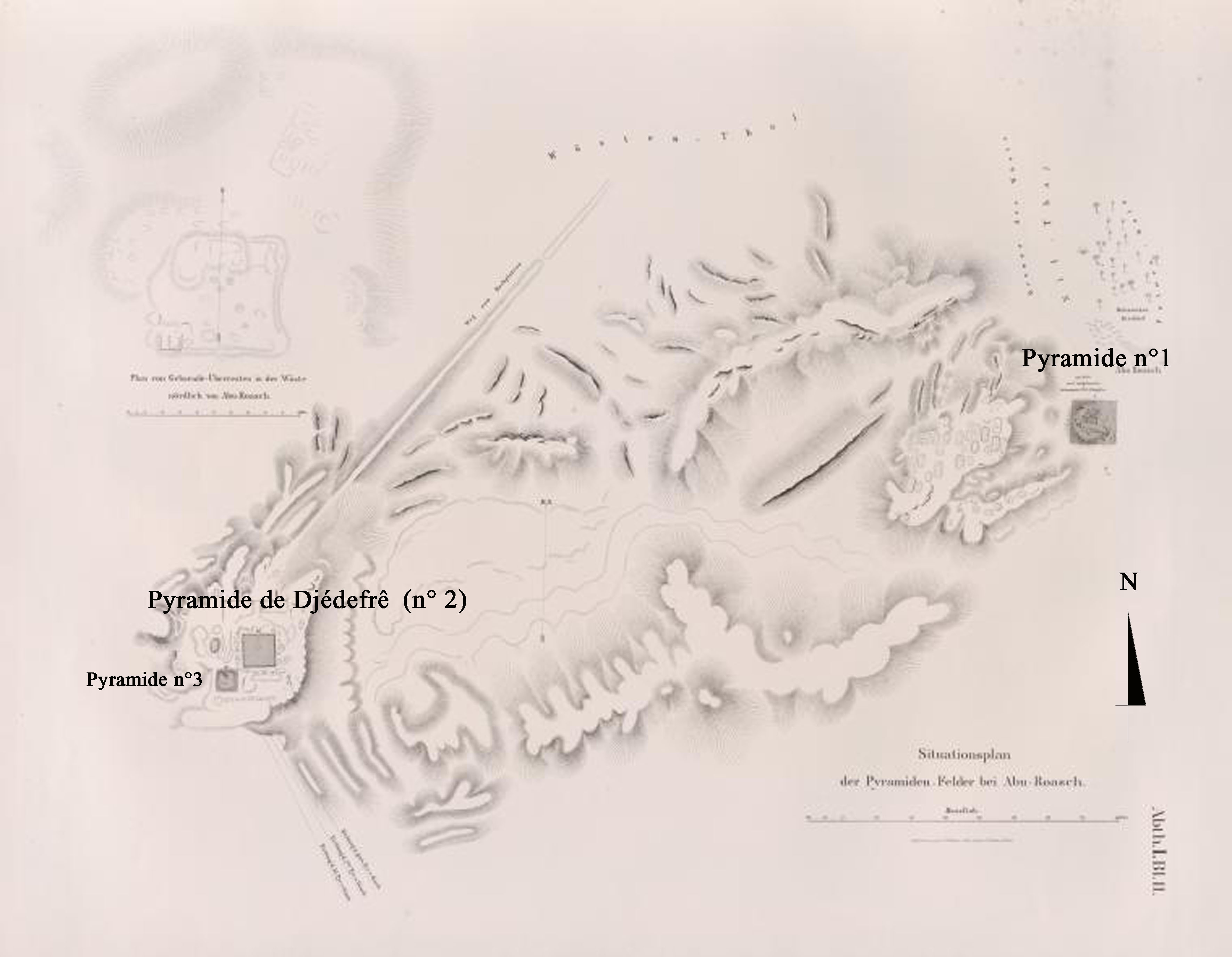
Abou Rawash
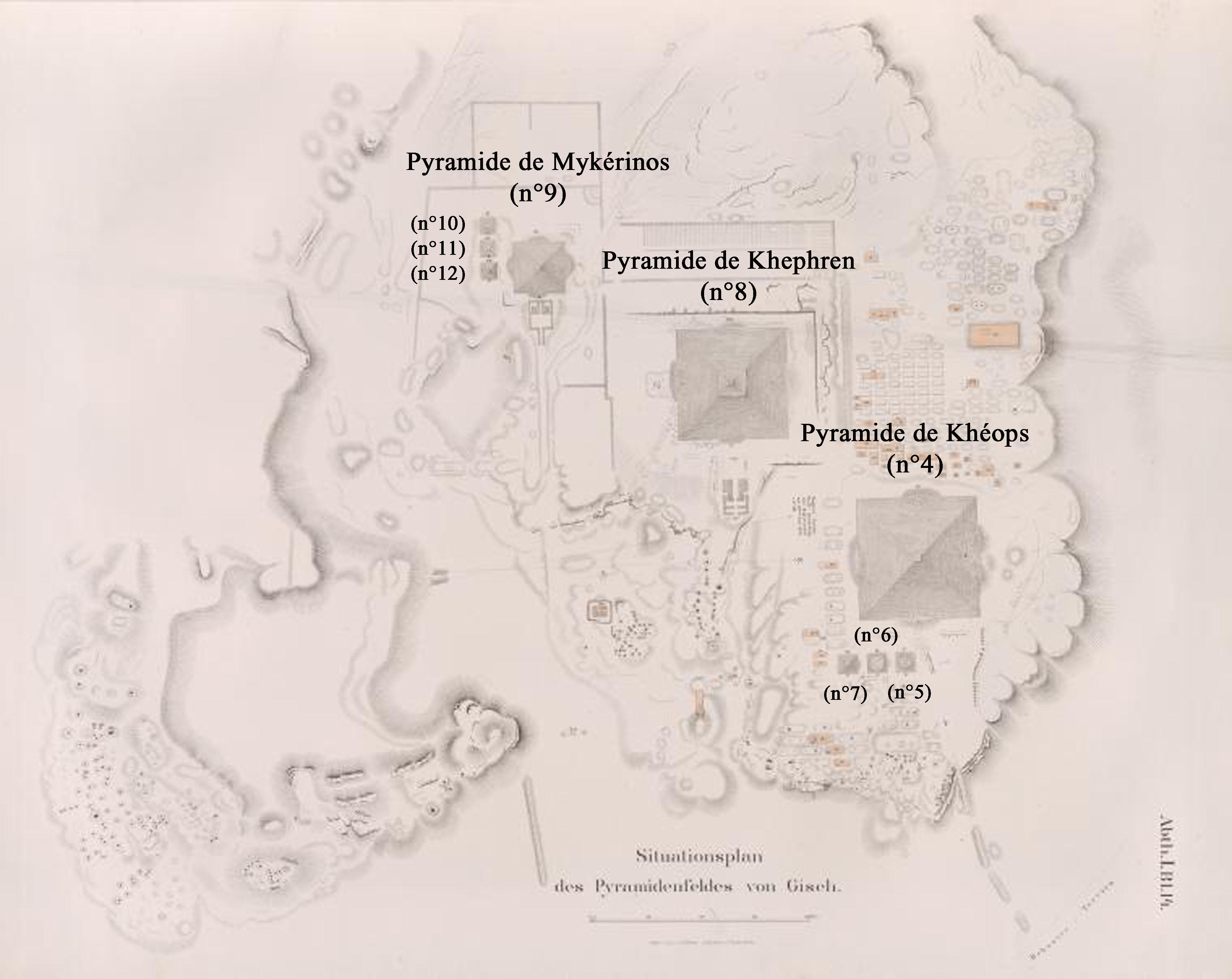
Gizeh
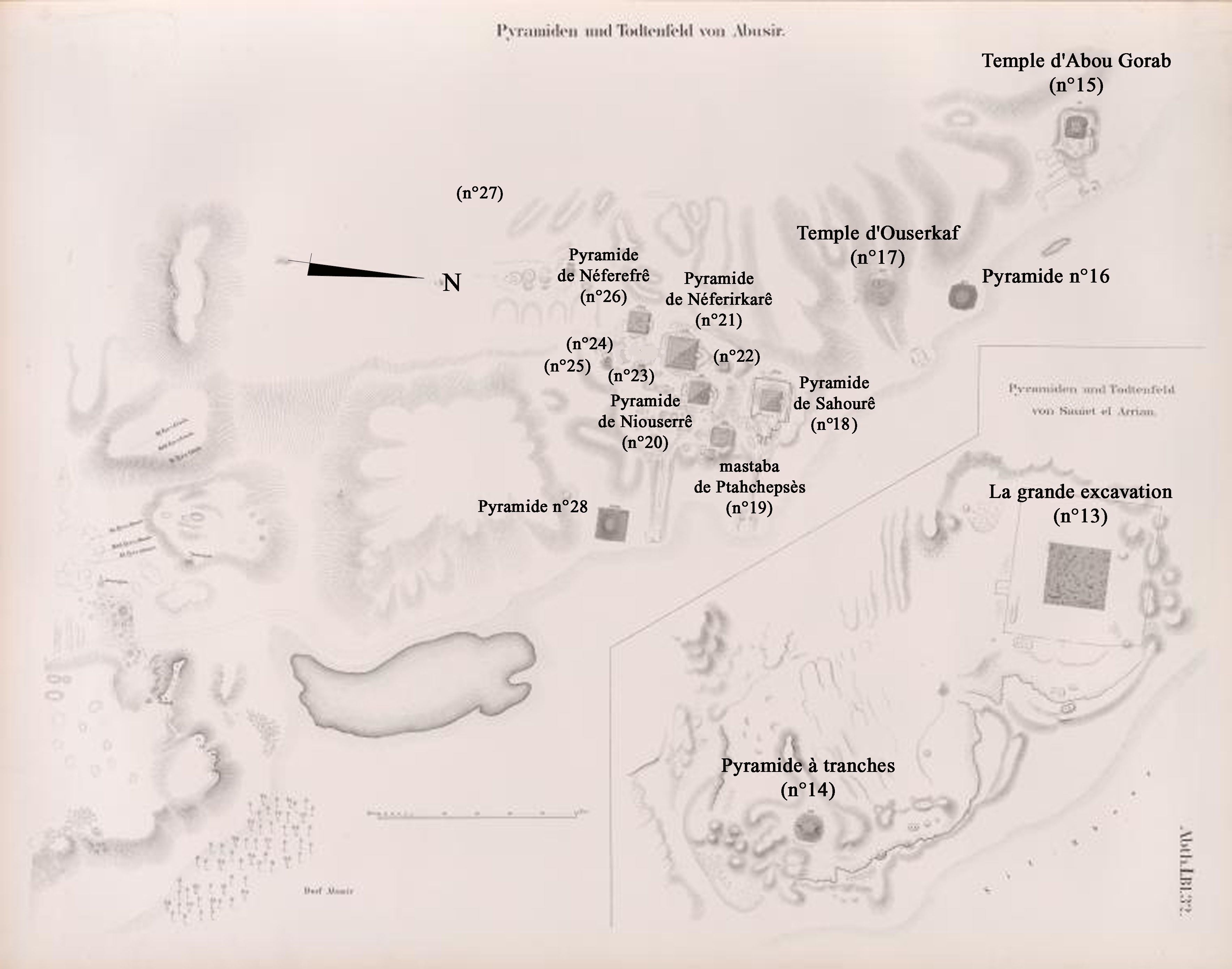
Abousir, Abou Ghorab et Zaouiet El-Aryan (en bas à droite)
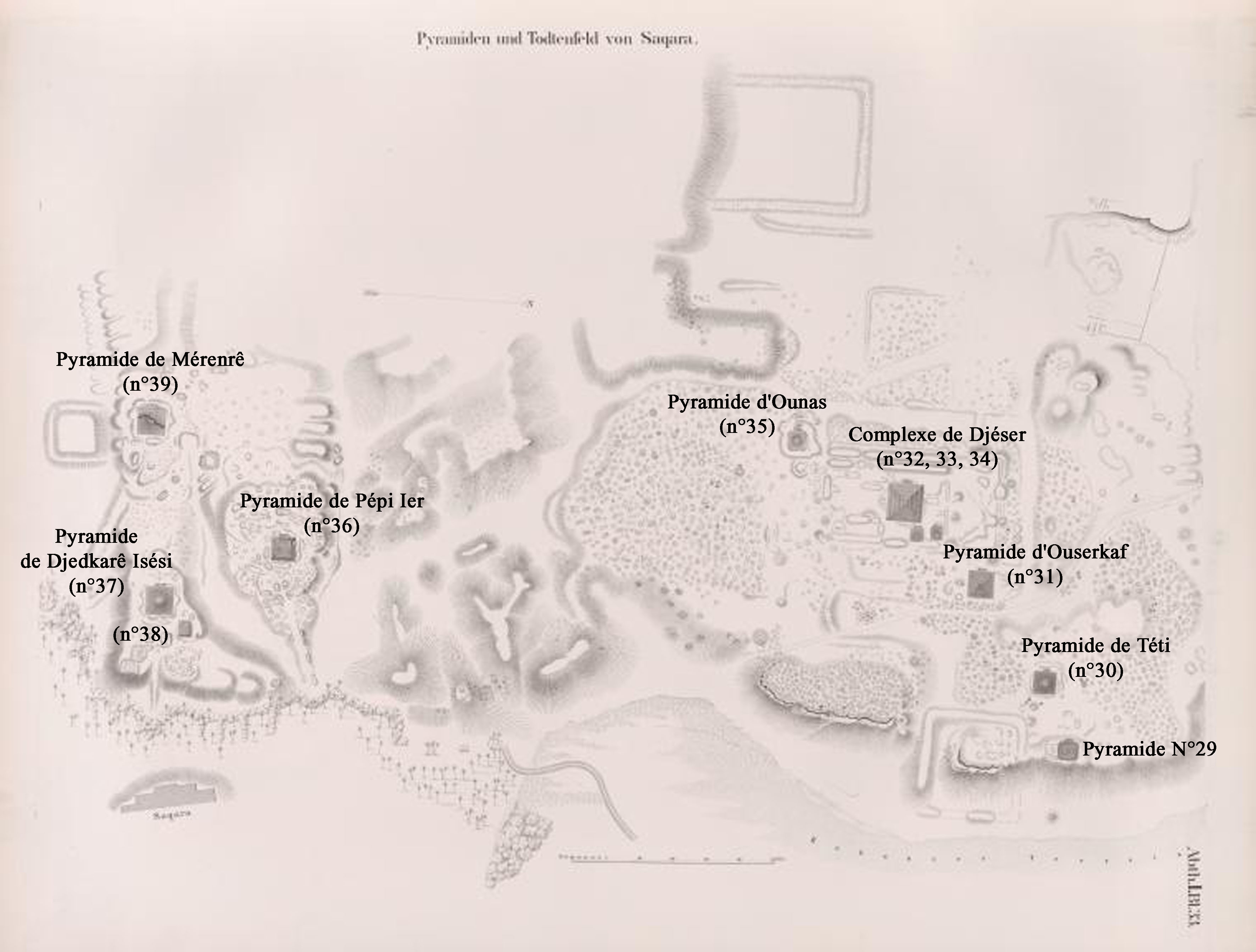
Saqqarah
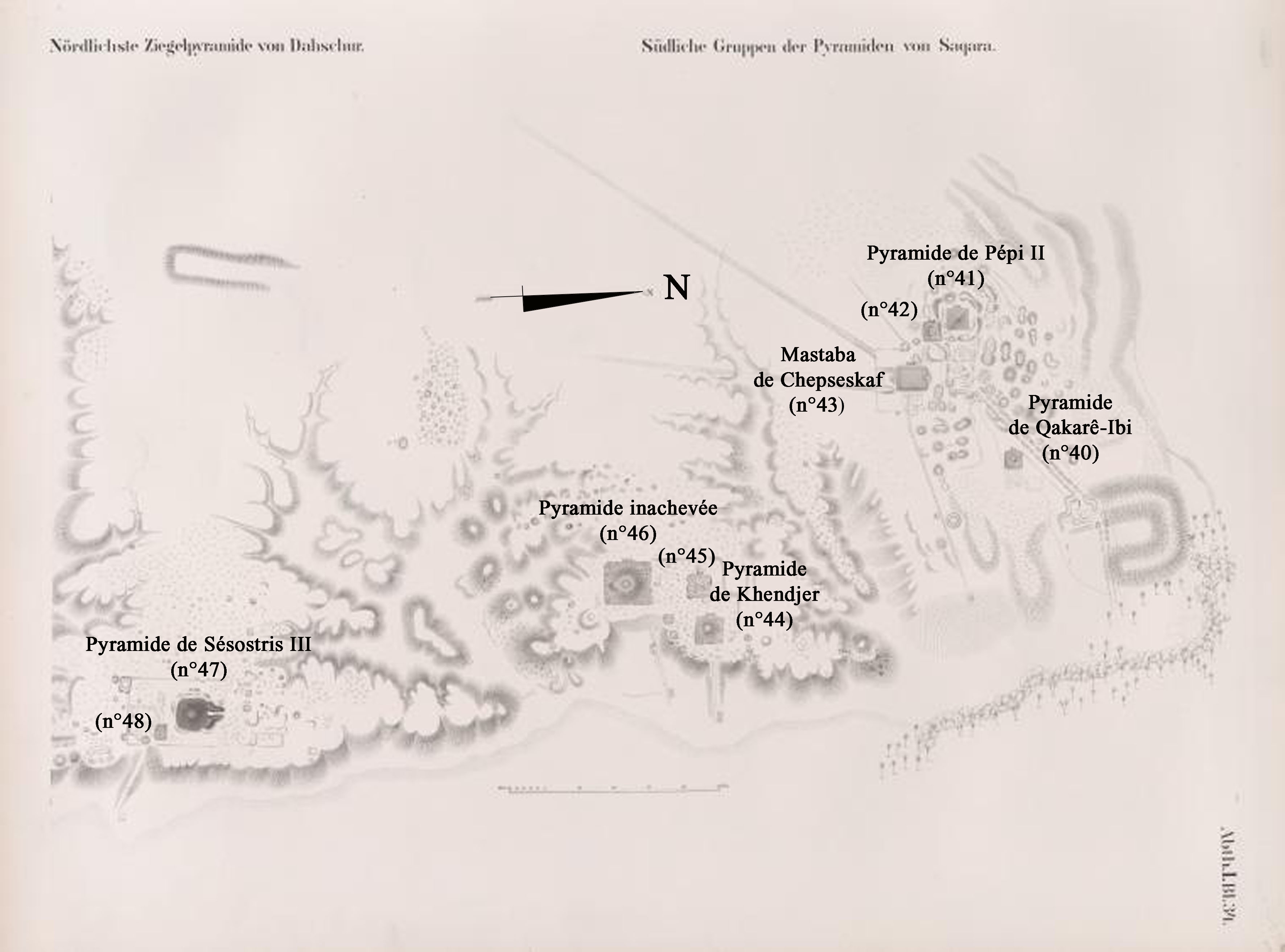
Saqqarah sud
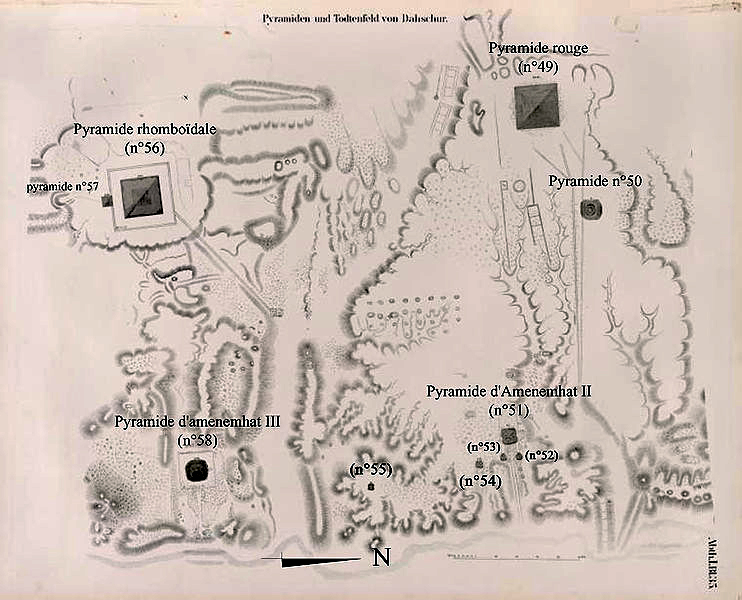
Dahchour
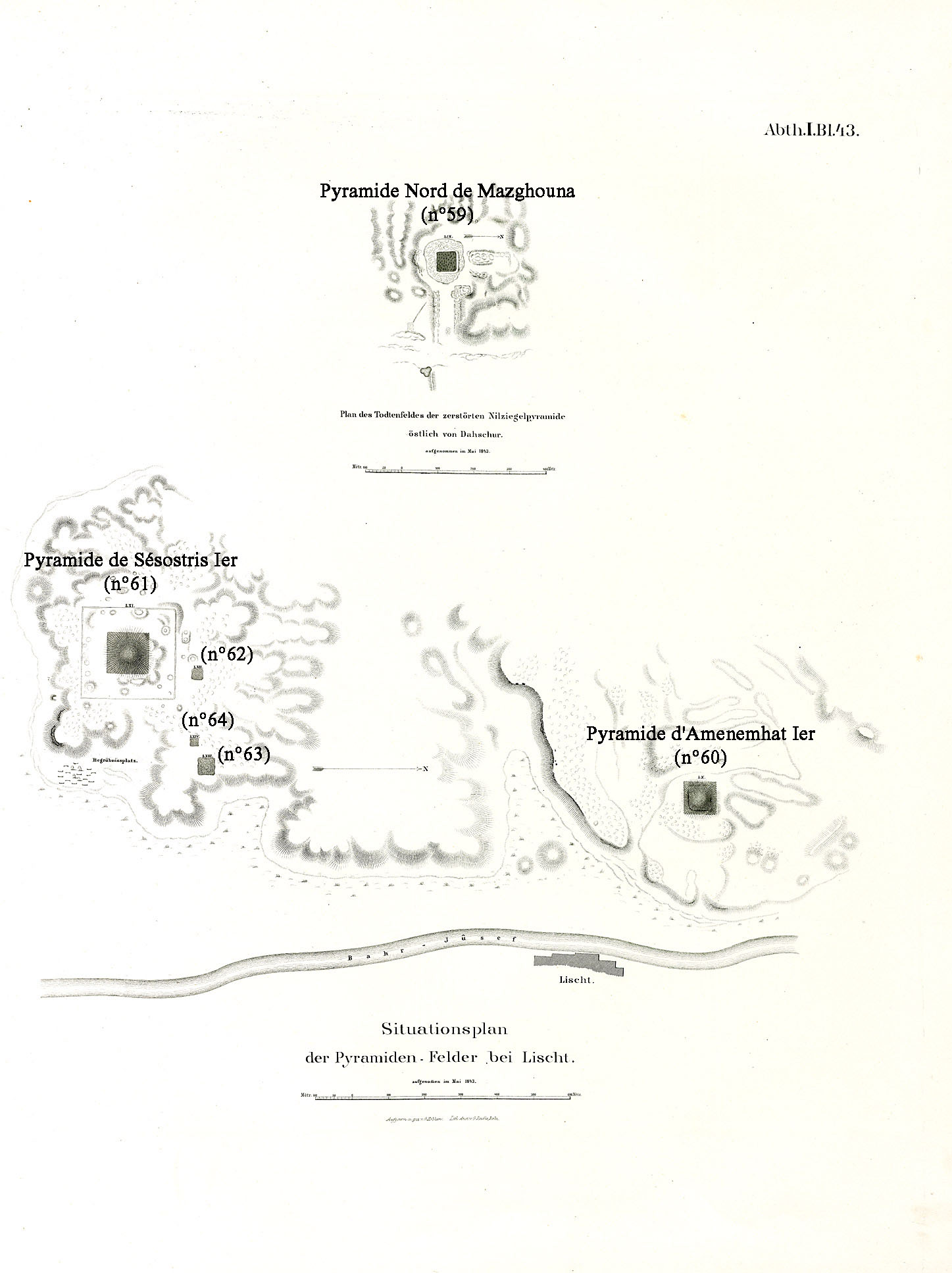
Licht et Dahchour sud
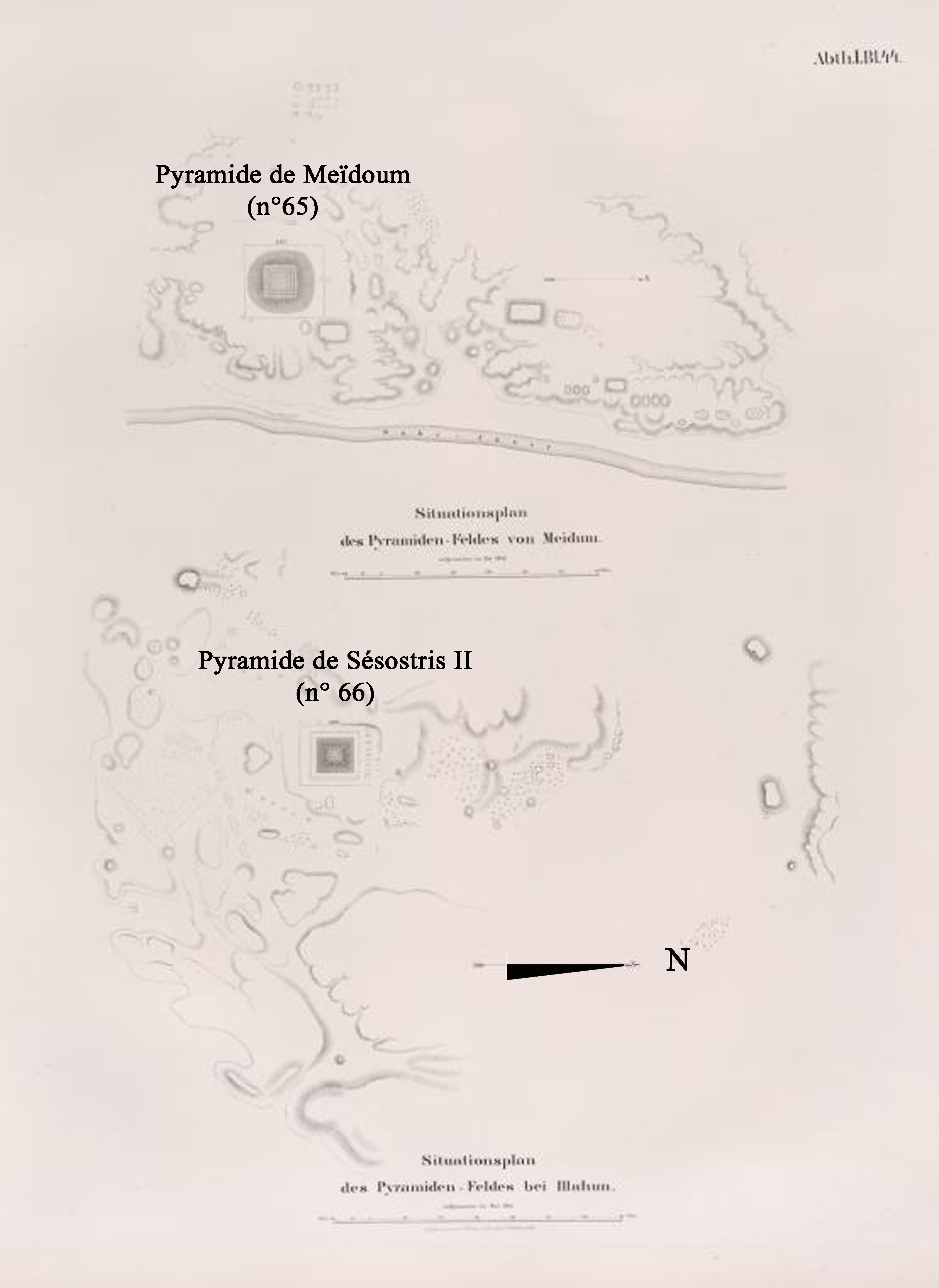
Meïdoum et Illahoun
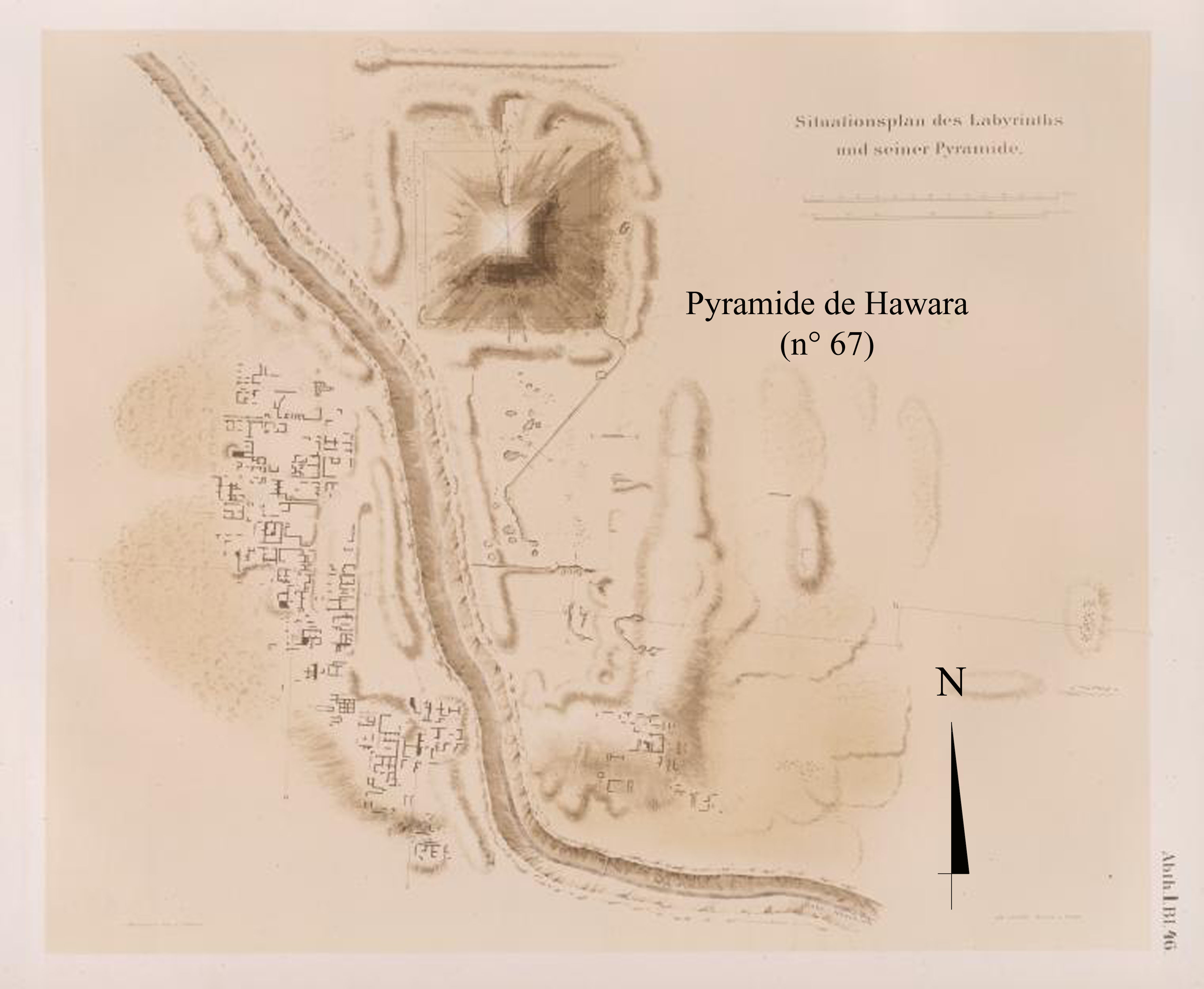
Pyramide de Hawara